# Les liens du destin
Les liens du destin (Os Dias Eram Assim) est une telenovela brésilienne produite et diffusée entre le 17 avril 2017 et le 18 septembre 2017 sur Rede Globo.
En France d'outre-mer, le feuilleton a été remonté en 50 épisodes de 45 minutes et diffusé entre le 4 mars 2021 et le 12 mai 2021 sur le réseau La 1ère.

## Synopsis
L'histoire commence le 21 juin 1970, date de la fin de la Coupe du monde, que le Brésil remporte. Au milieu des célébrations, il y a un contraste politique et social, favorisé par la dictature militaire, où Alice et Renato se rencontrent et commencent une histoire d'amour qui dure près de 20 ans, passant par plusieurs événements historiques jusqu'aux Diretas Já.
Le docteur Renato est le fils aîné de Vera, propriétaire d'une librairie à Copacabana, et a deux frères et sœurs : Gustavo, qui sort dans les rues en quête de liberté, et Maria, qui utilise l'art comme moyen d'expression et de manifestation.
Élevée dans une famille bavarde, Alice, étudiante en langues, est la fille d'Arnaldo, entrepreneur et partisan de la dictature qui travaille pour le gouvernement, et de Kiki, toujours en conflit : Arnaldo blâme constamment Kiki pour la nature rebelle de leur fille. Alice va à l'encontre de la volonté de ses parents et laisse son petit ami de longue date Vitor, le bras droit de son père.
Exaspéré par le refus d'Alice de l'épouser, Vitor accuse Renato de subversion, ce qui l'oblige à s'enfuir au Chili. Il s'attend à ce qu'Alice le suive, mais elle finit par ne pas y aller. Là, Renato rencontre Rimena, une collègue médecin, avec qui il a beaucoup en commun. Après la loi d'amnistie de 1979, Renato retourne au Brésil, où il rencontre à nouveau Alice, et de vieux sentiments refont surface.

## Distribution

### Rôles principaux

#### * Première phase * (1970 - 1979)
| Acteur/Actrice     | Personnage                        |
| ------------------ | --------------------------------- |
| Sophie Charlotte   | Alice Sampaio                     |
| Renato Góes        | Renato Reis                       |
| Daniel de Oliveira | Vitor Dumonte                     |
| Gabriel Leone      | Gustavo Reis                      |
| Antonio Calloni    | Arnaldo Sampaio Pereira           |
| Cássia Kis Magro   | Vera Reis                         |
| Natália do Vale    | Quitéria Sampaio (Kiki)           |
| Susana Vieira      | Cora Dumonte                      |
| Marco Ricca        | Olavo Amaral                      |
| Maria Casadevall   | Rimena Garcia                     |
| Bárbara Reis       | Cátia Andrade                     |
| Mariana Lima       | Natália Andrade                   |
| Carla Salle        | Maria Reis                        |
| Marcos Palmeira    | Antônio Sampaio (Toni)            |
| Letícia Spiller    | Monique Lira Sampaio              |
| Letícia Braga      | Fernanda Sampaio (Nanda) (enfant) |
| Bukassa Kabengele  | Josias Andrade                    |
| Maurício Destri    | Leon                              |
| Ricardo Blat       | Sandoval Freitas                  |
| Ana Miranda        | Dalva Nunes                       |
| Pedro Chagas       | Domingos Nunes                    |
| Cyria Coentro      | Laura Garcia                      |
| Alfredo Castro     | Hernando Garcia                   |
| Júlio Machado      | Marcos                            |
| Maureen Miranda    | Dolores Santana                   |

#### * Deuxième phase * (1979 - 1984)
| Acteur/Actrice      | Personnage                     |
| ------------------- | ------------------------------ |
| Sophie Charlotte    | Alice Sampaio                  |
| Renato Góes         | Renato Reis                    |
| Daniel de Oliveira  | Vitor Dumonte                  |
| Gabriel Leone       | Gustavo Reis                   |
| Maria Casadevall    | Rimena Garcia                  |
| Cássia Kis Magro    | Vera Reis                      |
| Marco Ricca         | Olavo Amaral (Amaral)          |
| Susana Vieira       | Cora Dumonte                   |
| Natália do Vale     | Quitéria Sampaio (Kiki)        |
| Julia Dalavia       | Fernanda Sampaio (Nanda)       |
| Carla Salle         | Maria Reis                     |
| Marcos Palmeira     | Antônio Sampaio Pereira (Toni) |
| Letícia Spiller     | Monique Lira Sampaio Pereira   |
| Mariana Lima        | Natália Andrade                |
| Bárbara Reis        | Cátia Andrade                  |
| Maurício Destri     | Leon                           |
| Felipe Simas        | Caique Sampaio Pereira         |
| Konstantinos Sarris | Rudá Sampaio Pereira           |
| Bukassa Kabengele   | Josias Andrade                 |
| José de Abreu       | Ernesto Duarte                 |
| Kíria Malheiros     | Esperança Sampaio              |
| Luiz Felipe Mello   | Valentim Garcia Reis           |
| Xande Valois        | Lucas Sampaio Dumonte          |
| Isabella Koppel     | Gabriela Sampaio Dumonte       |
| Juliane Araújo      | Ive Batista                    |
| Ricardo Blat        | Sandoval Freitas               |
| Ana Miranda         | Dalva Nunes                    |
| Izak Dahora         | Domingos Nunes                 |
| Melissa Vettore     | Eunice Amaral                  |
| João Pedro Zappa    | Sérgio Amaral (Serginho)       |
| Nando Rodrigues     | Hugo Cabral                    |
| Maureen Miranda     | Dolores Santana                |
| Rose Abdallah       | Magali                         |
| Mário Mendes        | Jeremias Vidal                 |

### Participations spéciales

#### * Première phase * (1970 -1979)
| Acteur/Actrice    | Personnage                   |
| ----------------- | ---------------------------- |
| André Garolli     | Père Nuno                    |
| Caio Blat         | Túlio Menezes                |
| Bernardo Velascos | Rudá Sampaio (enfant)        |
| Alexandre Colman  | Caique Sampaio (enfant)      |
| Julianne Trevisol | Sara                         |
| Luca de Castro    | Dr. Rubens                   |
| Paulo Leal        | Samuel                       |
| Maria Assunção    | Socorro das Neves            |
| Vitor Novello     | Aluno de Natália             |
| Thales Coutinho   | Conducteur de Vitor et Alice |
| Luz Jiménez       | Luz                          |

#### * Deuxième phase * (1979 -1984)
| Acteur/Actrice         | Personnage                             |
| ---------------------- | -------------------------------------- |
| Cyria Coentro          | Laura Garcia                           |
| Carlos Vereza          | Dr. Vicente                            |
| José Loreto            | Chico                                  |
| Guilherme Prates       | Ben                                    |
| João Vithor Oliveira   | Breno                                  |
| Nicola Siri            | Daniel Carvalho                        |
| Bete Mendes            | Elle-même (témoignage)                 |
| Glória Maria           | Elle-même (témoignage)                 |
| Irene Ravache          | Elle-même (témoignage)                 |
| Tony Ramos             | Lui-même (témoignage)                  |
| Zeca Camargo           | Présentateur du Festival dos Festivais |
| Bruna Caram            | Elle-même au Festival dos Festivais    |
| Débora Bloch           | Elle-même (témoignage)                 |
| Ravel Cabral           | Mascarenhas                            |
| Andressa Lameu         | France                                 |
| Bruno Montaleone       | Aluno de Natália                       |
| Eduardo Parlagreco     | Charles                                |
| Darília Oliveira       | Dandara                                |
| Gustavo Damascena      | Policier/Pasteur Damião                |
| Matheus Dantas         | Valentim Garcia Reis                   |
| Maria Carolina Basilio | Gabriela Sampaio                       |
| Thales Terra           | Lucas Sampaio                          |
| Manu Papera            | Esperança Sampaio                      |
| Mabel Cezar            | Reporteur (dernier épisode)            |
| Bruno Balthazar        |                                        |
| Alexandre Mofatti      | Officier de police de Amaral           |

## Version française
La version française est assurée par Studio Plug-in au Maroc.
Avec les voix de Letizia Costantini, Hamza Toujiri, Olivier Mutelet, Fanny Dalmau, Adrien Caminada, Nawal Lemrini, Corinne Troisi, Sophie Pastrana, Nathalie Leplay, Xavier Becker, Emmanuelle Brindel, David Benezra, Claire Staub, Farida Hamou, Eric Cuvelier, Anna Fhima, Brahim Bihi, Paul Nguyen et Jean-Albert Margaine.